# Goeldi's miervogel
Goeldi's miervogel (Akletos goeldii synoniem: Percnostola goeldii) is een zangvogel uit de familie Thamnophilidae (miervogels). De soort is genoemd naar de Zwitserse natuuronderzoeker Émil Goeldi.

## Verspreiding en leefgebied
Deze soort komt voor in zuidoostelijk Peru, noordwestelijk Bolivia en zuidwestelijk Brazilië.

## Status
De grootte van de populatie is niet gekwantificeerd maar de soort wordt omschreven als vrij algemeen. Op de Rode lijst van de IUCN heeft deze soort de status niet bedreigd.